# Bongo (Marke)
Bongo ist ein US-amerikanisches Modelabel.
Bongo wurde 1982 gegründet und schnell zu einer der populärsten Jeans-Marken im Jugendbereich. Die Marke wurde um Schuhe, Oberbekleidung, Handtaschen, Brillen, Schmuck, Uhren und vieles mehr erweitert. Bongo wird in Spezialgeschäften und Kaufhäusern in ganz Amerika verkauft.
Die Marke ist beispielhaft für das junge Hollywood und die „California-Coolness“ und wird von einigen der elegantesten Gesichtern Hollywoods beworben.

## Werbemodels
- Rachel Bilson
- Nicole Richie
- Kristin Cavallari und einige andere Darsteller der TV-Serie Laguna Beach.
- Lucy Hale